# Stazione di Peschici Calenella
La stazione di Peschici Calenella è una stazione ferroviaria della ferrovia San Severo-Peschici, a servizio del comune di Peschici, situata nel territorio comunale di Vico del Gargano, in provincia di Foggia.
È il capolinea est della linea.
È gestita dalle Ferrovie del Gargano.